# آلپ-دو-اوت-پرووانس
آلپ-دو-اوت-پرووانس (به فرانسوی: Alpes-de-Haute-Provence) چهارمین شهرستان فرانسه است. شهرستان آلپ-دو-اوت-پرووانس در جنوب شرقی این کشور قرار دارد. این شهرستان زیرمجموعه ناحیه پروانس آلپ-کوت دازور می‌باشد . مساحت این شهرستان ۶٬۹۲۵ کیلومتر مربع و جمعیت آن ۱۵۶٬۰۶۷ نفر است. این شهرستان در سال ۱۷۹۰ بر پا گردید.

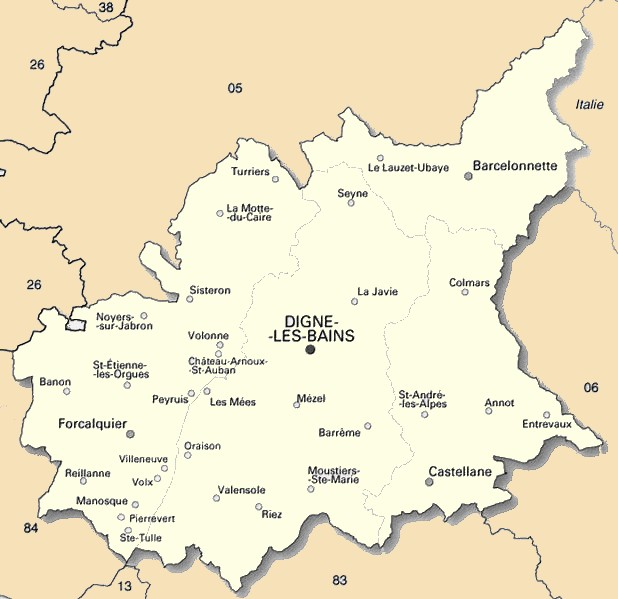